# Дудаков, Борис Филиппович
Борис Филиппович Дудаков (1901—1962) — генерал-лейтенант Советской Армии, участник Гражданской войны в Испании, Великой Отечественной и советско-японской войн.

## Биография

Могила Дудакова на Преображенском кладбище Москвы.

Борис Филиппович Дудаков родился 4 июля 1901 года в Одессе. В 1922 году он пошёл на службу в Рабоче-Крестьянскую Красную Армию. Участвовал  в  национально-революционной  войне  в  Испании  с  1936  года  по  1937  года  в  качестве  советника   войск  связи.
Участвовал в Великой Отечественной войне, обеспечивая связью командование крупных соединений вплоть до фронтов. 3 мая 1942 года Дудакову было присвоено воинское звание генерал-майора войск связи. Во время советско-японской войны Дудаков командовал 9-й бригадой связи, на которой лежала задача обеспечения связи между Главным Штабом Рабоче-Крестьянской Красной Армии, командующим фронтом и штабом 1-го Дальневосточного фронта. Под его руководством организовывалось оперативное восстановление разрушенных противником линий связи, что позволило обеспечить бесперебойной функционирование связи во время решающих военных операций. За большие заслуги в организации связи заместитель начальника Главного управления связи Красной Армии генерал-полковник войск связи Николай Демьянович Псурцев представил Дудакова к ордену Кутузова 2-й степени, но вышестоящие инстанции снизили статус награды до ордена Отечественной войны 1-й степени.
После окончания войны Дудаков продолжил службу в Советской Армии. 31 мая 1954 года ему было присвоено воинское звание генерал-лейтенанта войск связи. Выйдя в отставку, проживал в Москве. Скончался 21 июля 1962 года, похоронен на Преображенском кладбище Москвы.
Был награждён орденом Ленина, тремя орденами Красного Знамени, двумя орденом Отечественной войны 1-й степени, орденом Красной звезды и рядом медалей.в том числе медалью "20 лет РККА"